# Ixora brevicaudata
Ixora brevicaudata är en måreväxtart som beskrevs av Cornelis Eliza Bertus Bremekamp. Ixora brevicaudata ingår i släktet Ixora och familjen måreväxter. Inga underarter finns listade i Catalogue of Life.